# Kiruruma
Kiruruma è una circoscrizione rurale (rural ward) della Tanzania situata nel distretto di Karagwe, regione del Kagera. Conta una popolazione di 34 945 abitanti (censimento 2012).